# 박순재
박순재(1954년 12월 22일 ~)는 대한민국의 생화학자이자 기업인이다. 제약 기업 알테오젠의 대표이사 등을 역임했다.